# Year of the Horse
Year of the Horse – podwójny koncertowy album Neila Younga z grupą Crazy Horse nagrany podczas tournée w 1996 r. i wydany przez firmę nagraniową Reprise w tym samym roku.  w czerwcu 1997 r.

## Historia i charakter albumu
Na wybór utworów, a tym samym na charakter albumu, wpłynęła śmierć na raka płuc w 1995 r. wieloletniego producenta Neila Younga  Davida Briggsa. Young wybrał na koncert wszystkie utwory, które Briggs szczególnie lubił.
Przyjaciel Younga, reżyser Jim Jarmusch, nakręcił film z tej koncertowej tury, który ukazał się na DVD. Utwory na filmie i na CD częściowo się nie pokrywają.

## Muzycy
Neil Young & Crazy Horse
- Neil Young – gitara, wokal, pianino, harmonijka
- Frank Samperdo – gitara, wokal, instrumenty klawiszowe
- Billy Talbot – gitara basowa, wokal
- Ralph Molina – perkusja, wokal, instrumenty perkusyjne

## Spis utworów
Dysk pierwszy
| 1. | When You Dance You Can Really Love    | 6:19  |
|    |                                       |       |
| 2. | Barstool Blues                        | 9:02  |
|    |                                       |       |
| 3. | When Your Lonely Heart Breaks         | 5:04  |
|    |                                       |       |
| 4. | Mr. Soul                              | 5:05  |
|    |                                       |       |
| 5. | Scatterred (Let's Think about Livin') | 4:13  |
|    |                                       |       |
| 6. | Big Time                              | 7:28  |
|    |                                       |       |
| 7. | Pocahontas                            | 4:50  |
|    |                                       |       |
| 8. | Human Highway                         | 4:07  |
|    |                                       |       |
|    |                                       | 46:08 |
|    |                                       |       |
Dysk drugi
| 1. | Slip Away                            | 10:52 |
|    |                                      |       |
| 2. | Scattered (Let's Think about Livin') | 4:00  |
|    |                                      |       |
| 3. | Danger Bird                          | 13:34 |
|    |                                      |       |
| 4. | Prisoners                            | 6:40  |
|    |                                      |       |
| 5. | Sedan Delivery                       | 7:15  |
|    | (bonusowy utwór; brak go na lp)      |       |
|    |                                      | 42:21 |
|    |                                      |       |

## Opis płyty
- Producent – "Horse"
- Nagranie koncertowe  – tournée 1996
- Kierownictwo – Elliot Roberts
- Długość – 41 min. 59 sek. (1 CD); 42 min. 22 sek. (2 CD); Razem 84 min. 21 sek. (1 godz. 24 min. 21 sek.)
- Kierownictwo artystyczne i projekt – Gary Burden dla R. Twerk & Co., Jenice Heo
- Fotografia (przód okładki) – Lars Larson
- Fotografia (tył okładki) – L.A. Johnson
- Fotografie wewnątrz wkładki – Jim Jarmusch
- Firma nagraniowa – Reprise
- Numer katalogowy – 9 46652-2

## Listy przebojów

### Album
| Rok  | Lista         | Pozycja |
| ---- | ------------- | ------- |
| 1997 | Billboard 200 | 57      |